# Komeet Swift-Tuttle
De komeet 109P/Swift-Tuttle, ook bekend als de komeet Swift-Tuttle is een periodieke komeet, die ontdekt werd door Lewis Swift op 16 juli 1862 en door Horace Parnell Tuttle op 19 juli 1862. Zij deden dat onafhankelijk van elkaar.
De komeet verscheen opnieuw in 1992 en werd herontdekt door de Japanse astronoom Tsuruhiko Kiuchi.
Stof afkomstig van de komeet volgt dezelfde baan rond de Zon en geeft aanleiding tot de meteorenzwerm van de Perseïden.
Hij heeft een komeetkern met een diameter van 26 km en heeft een omloopduur om de zon van ongeveer 133 jaar.

## De baan om de zon

Animatie van de baan, afstand en snelheid van Swift–Tuttle van 1850 tot 2150
Zon
Aarde
Jupiter
Saturnus
Uranus
109P/Swift–Tuttle

Het perihelium (de kleinste afstand tot de zon) van de komeet is kleiner dan die van de aarde om de zon, terwijl zijn aphelium (de grootste afstand tot de zon) net voorbij dat van de planeet Pluto ligt .
De baan van Swift-Tuttle wordt beïnvloed door de zware planeet Jupiter als Jupiter en de komeet bij elkaar in de buurt komen. Een ongebruikelijk aspect daarbij is dat het onlangs (1000 jaar geleden) werd gevangen in een 1:11 baanresonantie van de planeet ; de beïnvloeding is zodanig gelopen dat de komeet één baan voltooit voor elke 11 van Jupiter, Het was de eerste komeet in een retrograde baan die in resonantie werd gevonden. In principe zou dit betekenen dat de juiste lange termijn gemiddelde periode 130,48 jaar zou zijn. Op korte termijn, tussen de tijdperken 1737 en 2126, varieert de omlooptijd tussen 128 en 136 jaar. Het zal waarschijnlijk over enkele duizenden jaren deze resonantie verlaten.

## Bedreiging voor de aarde
De komeet Swift-Tuttle is verreweg het grootste object in de buurt van de aarde dat de baan van de aarde kruist en herhaaldelijk dicht bij de aarde komt. Met een ten opzichte van de aarde relatieve snelheid van 60 km/s zou een impact op de aarde een geschatte energie hebben van ongeveer 27 keer die van de Krijt-Paleogeen-inslag van de Chicxulubkrater (180 km breed), die waarschijnlijk het einde van het tijdperk van de dinosauriërs mede heeft veroorzaakt. De komeet Swift-Tuttle is beschreven als "het meest gevaarlijke object dat de mensheid kent". In 1996 werd de mogelijkheid dat de komeet Swift-Tuttle op lange termijn de aarde zou treffen vergeleken met de planetoïde Eros en 3000 andere zorgwekkende objecten van kilometergrootte.
Bij de herontdekking van de komeet in september 1992 was de doorgangsdatum van het perihelium 17 dagen afwijkend van de voorspelling in 1973. Daarna werd opgemerkt dat als de volgende passage door het perihelium (juli 2126) ook nog eens 15 dagen (26 juli) verwijderd was, de komeet op 14 augustus 2126 op de aarde zou kunnen inslaan.
Gezien de grootte van de kern van Swift-Tuttle is een mogelijke inslag van de komeet een punt van zorg. Dit bracht amateurastronoom en schrijver Gary W. Kronk ertoe om te zoeken naar eerdere verschijningen van deze komeet. Hij ontdekte dat de komeet hoogstwaarschijnlijk werd waargenomen door de Chinezen in 69 voor Christus en 188 na Christus, wat snel werd bevestigd door Brian Marsden en werd toegevoegd aan de lijst van periheliumpassages in het Minor Planet Center.
Deze informatie en daaropvolgende waarnemingen hebben geleid tot herberekening van zijn baan, met als uitkomst dat de baan van de komeet voldoende stabiel is en dat er de komende tweeduizend jaar geen dreiging is. Het is nu bekend dat de komeet op 5 augustus 2126 0,153 AE (22,9 miljoen km, 1 AE is de gemiddelde afstand tussen de Aarde en de Zon, ongeveer 149,6 miljoen kilometer) van de aarde zal passeren, en binnen 0,147 AE (22,0 miljoen km) vanaf de aarde op 24 augustus 2261.